# Schoonbeek
Schoonbeek - Jest wioską (częścią) oficjalnej belgijskiej gminy Beverst, która została połączona z gminą Bilzen w 1977 roku. Wioska liczy około 2800 mieszkańców. Północna część wioski graniczy z miastem Genk. Pierwsze zapiski o Schoonbeek zostały zapisane w 1333 roku i była wtedy częścią gminy Bilzen. Z powodu dalekiej odległości do centrum Bilzen, Schoonbeek został w 1837 przyłączony do parafii Beverst. W 1878 Schoonbeek został definitywnie przyłączony do gminy Beverst. 
Przez bliskość fabryki Ford, która mieści się w Genk i uprzemysłowionej południowej części miasta, wioska zaczęła się rozwijać od roku 1960 do wsi mieszkaniowej, przez co przyszły nowe miejsca mieszkań. Przez to Schoonbeek stał się największym rdzeniem w dzielnicy Beverst.  W 1961 r. został zbudowany kościół, który był zależny od parafii Beverst, w 1978 Schoonbeek został samodzielną parafią. 
Schoonbeek stał się znany przede wszystkim w letnich miesiącach 2007 roku, gdy burmistrz wydał zakaz zgromadzeń szkolnych. Ten zakaz został wydany, ponieważ mieszkańcy skarżyli się na hałas, przemoc na ulicach, narkotyki, oszustwa i wandalizm. 

## Szczególne miejsca
Zamek wodny w Schoonbeek ze stawem przy lewej stronie budynku, który zwężony przebiega przez przednią stronę. Zamek posiada również duży park z tyłu.